# Природні пожежі в Росії (2010)

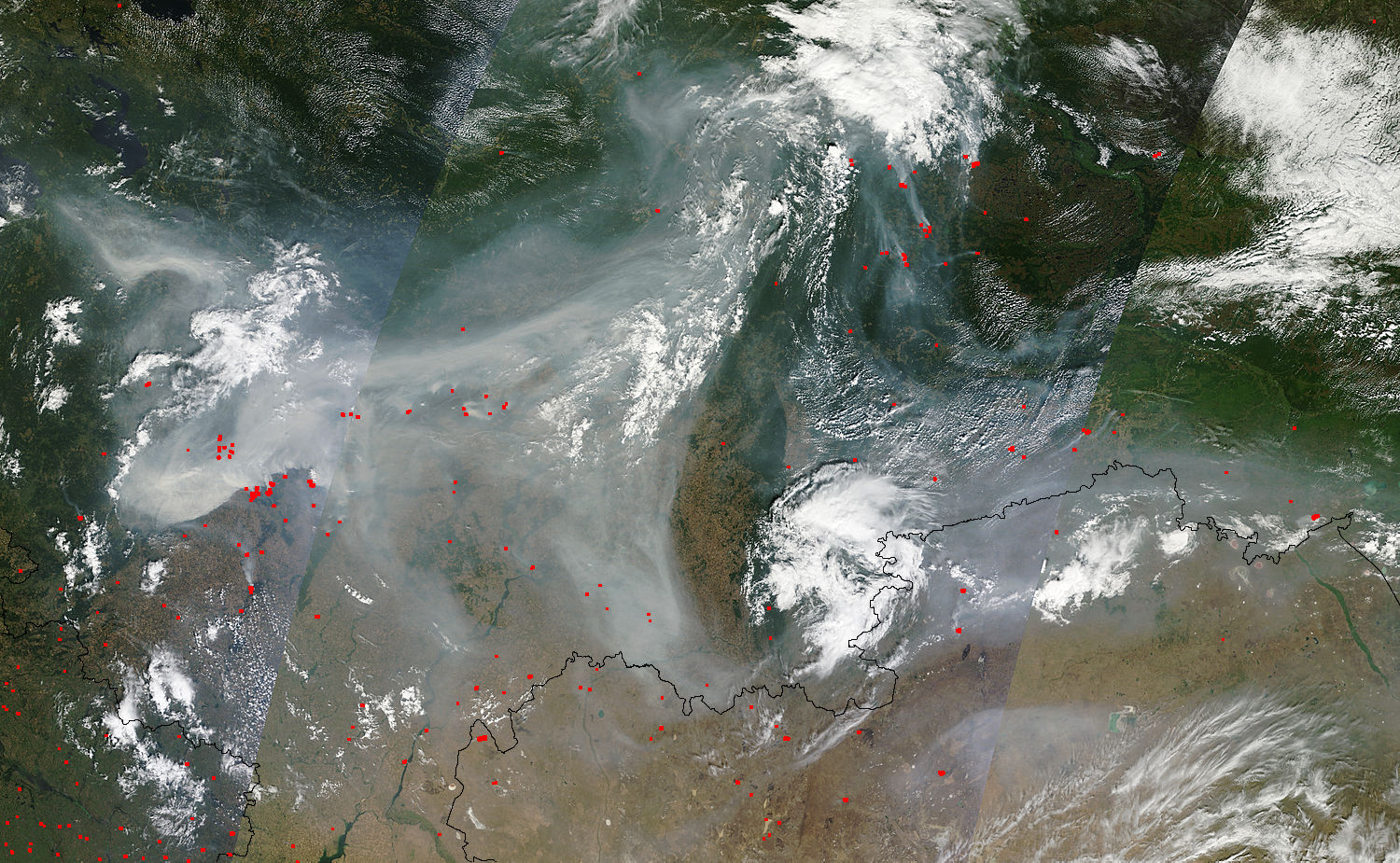
Дим від пожеж над європейською частиною Росії, 4 серпня 2010 року

Природні пожежі в Росії виникли наприкінці липня — на початку серпня 2010 року в Росії і тривали до кінця серпня. На всій території Центрального федерального округу виникла складна пожежна обстановка через аномальну спеку і відсутність опадів. Торф'яні пожежі Підмосков'я супроводжувались запахом гару і сильним задимленням в Москві. Загалом в Росії пожежі охопили 20 регіонів, серед яких Центральна Росія і Поволжя, Чукотка, Дагестан. Торф'яні пожежі зафіксовані в Московській області, Свердловській, Кіровській, Тверській, Калузькій та Псковській областях.

## Причини
Можна виділити дві основні причини сильних пожеж. Перша — аномальна спека в Росії, яка призвела до висихання рослинності. Через це лісова пожежа могла виникнути з найменшого джерела вогню і легко перерости в руйнівну верхову пожежа, яка охоплює дерева і рухається зі швидкістю до 30 км/год. Друга причина — слабка робота державної лісової охорони, фактична безхазяйність та безпритульність великих ділянок лісу.

### Осушення боліт
В 1920-ті роки в рамках плану ГОЕЛРО здійснювалося осушення боліт в Центральній Росії з метою видобутку торфу, як доступнішого на той час палива в порівнянні з нафтою, газом і вугіллям. В 1970—1980-і роки торф добували для потреб сільського господарства Нечорнозем'я. Після розвалу торфопідприємств торфорозробки виявилися фактично безхозними. Нині, у зв'язку з підвищеною пожежною небезпекою старих торфорозробок, планується обводнення торфовищ у Підмосков'ї.

### Труднощі із гасінням
Гасіння торф'яних пожеж традиційними засобами неможливе. Зазвичай для локалізації та гасіння підземної пожежі торфу організовується обкопування осередку канавами шириною близько одного метра і глибиною до мінерального шару або до насиченого водою шару торфу.
Схожа проблема масових торф'яних та лісових пожеж та задушливого гару в Центральній Росії в спекотну погоду склалася в 1972 році, причому, цілком ліквідували проблему тільки дощі після 24 серпня. Сухе і димне літо також спостерігалося і в 2002 році.
Як стверджує професор кафедри ґрунтознавства та екології ґрунтів Санкт-Петербурзького державного університету Серафим Чуків, сухий торф стає гідрофобним, що викликає складнощі при гасінні вогню водою: вода при пожежогасінні просочується повз торф в глибину. В глибокі порожнини, вигорілі у торф'яниках, можуть провалюватися люди і техніка. Для доставки води до місця пожежі ефективне застосування польових магістральних гідротрубопроводів.

### Самозаймання торфу
Самозаймання торфу відбувається під дією мікроорганізмів і кисню повітря, якщо вологість торфу менше 40%.

### Людський фактор
За повідомленням начальника головного управління МНС у Московській області Євгена Секіріна, 10% торф'яних пожеж припадають на самозаймання торфу, тоді як в інших випадках виною є «людський фактор»: недопалки, сірники. Цієї ж точки зору дотримується координатор по збереженню торф'яних боліт Міжнародного бюро по збереженню водно-болотних угідь Тетяна Мінаєва. Вона стверджує, що основною причиною торф'яних пожеж як в 1972 році, так і зараз, став людський фактор: зокрема, викинуті з проїжджаючих автомобілів незагашені сигарети.

## Хронологія подій
У Підмосков'ї за тиждень з 12 по 18 липня відбулися 109 торф'яних пожеж на площі 200 га. При цьому в середньому в регіоні виникало 50 пожеж на день, а вдавалося загасити в цей же день до 85-90% з них. При гасінні пожеж застосовувалися засоби авіації. У Росії за цей період було зареєстровано 1178 осередків природних пожеж на площі понад 30 тисяч га, за добу виникало до 200 вогнищ, які вдавалося загасити в 90% випадків.
25 липня 2010 року у Московській області за даними МНС за добу було зафіксовано 38 торф'яних і 25 лісових пожеж на площі 71 га. 26 липня по всій Москві з'явився сильний запах гару від торфовищ, який до цього з'являвся на півдні і південному сході столиці. 30 липня за повідомленням голови МНС РФ Сергія Шойгу, у Центральному і Приволзькому регіонах згоріло 1170 будинків і 2178 людей залишилися без житла. У гасінні пожеж задіяні 238 тис. осіб і 25 тис. одиниць техніки, здійснювався і планувалася перекидання сил з інших регіонів Росії в постраждалі регіони. Прем'єр-міністр Володимир Путін відвідав місце згорілої села Верхня Верея в Нижньогородській області, де повністю згоріли навіть кам'яні будівлі.

### 31 липня— 1 серпня

Регіони РФ, охоплені пожежами 31 серпня 2010 року

Керівник МНС Росії Сергій Шойгу 31 липня 2010 повідомив, що пожежна ситуація в 17 регіонах Росії, особливо, у Владимирській і Московській областях, може ускладнитися. Він стверджував, що в Нижньогородській області швидкість поширення пожеж склала 100 м/хв., а вогненний повітряний потік виривав дерева з корінням, подібно урагану.
За даними на 31 липня 2010, площа лісових і торф'яних пожеж в Росії склала більше ніж 120 тис. га і збільшилася за добу на 30 тис. га. Було зафіксовано 61 діє лісова пожежа з близько 400 осередків займання. Від пожеж найбільше постраждали Мордовія, Татарстан, Білгородська, Воронезька, Іванівська, Кіровська, Московська, Нижньогородська, Рязанська, Ульянівська, Владимирська, Липецька, Тамбовська і Тульська області.
На 1 серпня 2010 площа лісових пожеж становила 114 тис. га. Сайт Центрального регіонального центру МНС Росії повідомляв, що в Московській області були виявлені 130 вогнищ природних пожеж на площі 880 га, в тому числі 67 торф'яних пожеж на площі в 178 га.

### 2 серпня
За даними на 2 серпня 2010, 18:38, в результаті пожеж згоріло понад 1 000 будинків в 77 населених пунктах в 10 суб'єктах Росії, загинули 34 людини, приблизно 800 людей перебувають у пунктах тимчасового розміщення. Прем'єр-міністр Росії В. В. Путін підтримав Федеральну цільову програму (ФЦП) по обводнення торфовищ в Підмосков'ї, на яку планується витратити з федерального бюджету 4,5 млрд рублів. Згідно з доповіддю міністра регіонального розвитку Віктора Басаргіна, збитки від пожеж (на будівництво нового житла і компенсації погорільцям) перевищили 6,5 млрд рублів.
Президент Росії Дмитро Медведєв підписав указ про введення надзвичайної ситуації в семи регіонах Росії: Володимирській, Воронезької, Московської, Нижньогородської і Рязанської областях, а також у республіках Мордовія і Марій Ел. При цьому Президентом був підписаний указ про заборону господарської діяльності та доступу громадян на ряд територій в семи суб'єктах РФ.
За повідомленням керівника Національного центру управління в кризових ситуаціях МНС Росії Володимира Степанова, станом на 2 серпня 2010 у Росії виявлено приблизно 7 тисяч осередків пожежі на площі понад 500 000 га. Пожежна обстановка склалася в 14 регіонах Росії, на 2 серпня 2010 повідомляється про загибель 34 людей. У Москві станом на понеділок 2 серпня 2010 всі райони оповиті димом з пониженням видимості на дорогах, відчувається запах гару від торф'яників. У Московському метро введений рятуючий від запаху гару режим роботи системи вентиляції.

### 4— 5 серпня
4 серпня Вертольоти МНС Азербайджану вилетіли до Росії для сприяння в гасінні пожеж. Вертольоти марки Мі-17 і Ка-32А з чотирма особовими складами на борту попрямували до Воронежа і Липецькв. За словами начальник авіаційної групи МНС Азербайджану Ашрафа Гасимова, азербайджанські гелікоптери будуть працювати в Росії протягом двох тижнів, але у разі потреби МНС Азербайджану готове продовжити терміни роботи в Росії і збільшити як кількість техніки, так і особового складу.
За даними МНС РФ станом на 5 серпня, в Росії зафіксовано 843 вогнища пожеж, у тому числі 47 торф'яних. Число великих пожеж склало 73.

### 6 серпня
За даними станом на 6 серпня МНС РФ, в Росії зареєстрований 831 осередок пожеж, в їх числі 42 торф'яних. Число великих пожеж склало 80 на площі в 150,8 тис. га. За даними Державного природоохоронного установи «Мосекомоніторінг», в Москві в першій половині дня максимальна концентрація чадного газу в повітрі перевищує допустиму норму в 3,6 разів, зміст зважених часток - в 2,8 раза, специфічних вуглеводнів - в 1,5 раза. Представник цієї організації назвав найнебезпечнішими для здоров'я зважені частинки розміром в 10 мкм, які, за його словами, не виводяться з організму і чинять негативний вплив на здоров'я і тривалість життя. Для захисту рекомендуються вологі восьмишарові марлеві пов'язки.
У першій половині дня московські аеропорти «Домодєдово» та «Внуково» не змогли прийняти більше 40 і відправити близько 20 літаків через сильне задимлення повітря. Станом на 10 годину ранку, видимість у «Домодєдово» становила 350 м, у «Внуково» - 300 м. За повідомленням Росавіації, аеропорти «Шереметьєво» працюють у звичайному режимі завдяки видимості 800 м.
Згідно зі спектрометричними даними, що надійшли з супутників НАСА «Терра» і «Аква», дим від пожеж в окремих місцях піднявся до висоти близько 12 км і потрапив у стратосферу, що зазвичай відбувається тільки при виверженні вулканів. На кордоні Рязанської і Нижньогородської областей за 10 км на схід від Елатьми і за 30 км на південь від Верхньої Вереї, при горінні великого масиву лісів спостерігалися пірокумулятівні хмари, що викликаються потужними потоками гарячого повітря і зазвичай супроводжують виверження вулканів.

### Подальші події
8 серпня дим від лісових пожеж в Новгородській області дійшов до Санкт-Петербурга.
15 серпня Нижній Новгород охопило задимленням, через якого знизилася видимість на дорогах і припинено роботу аеропорту. Причиною задимлення став зустрічний упав, який застосували пожежні для боротьби з вогнем. Знижений тиск сприяє знаходженню диму в нижніх шарах атмосфери. Пожежу вдалося локалізувати.

## Міжнародна допомога
Допомогу Росії в гасінні пожеж запропонували Сербія, Італія, Україна, Білорусь, Вірменія, Казахстан, Азербайджан, Болгарія, Польща, Литва, Іран, Естонія, Узбекистан, Венесуела, Франція, Німеччина, Латвія, Туреччина. Греція продовжила термін дії віз для росіян до 10 вересня, незалежно від попереднього терміну дії.

## Наслідки

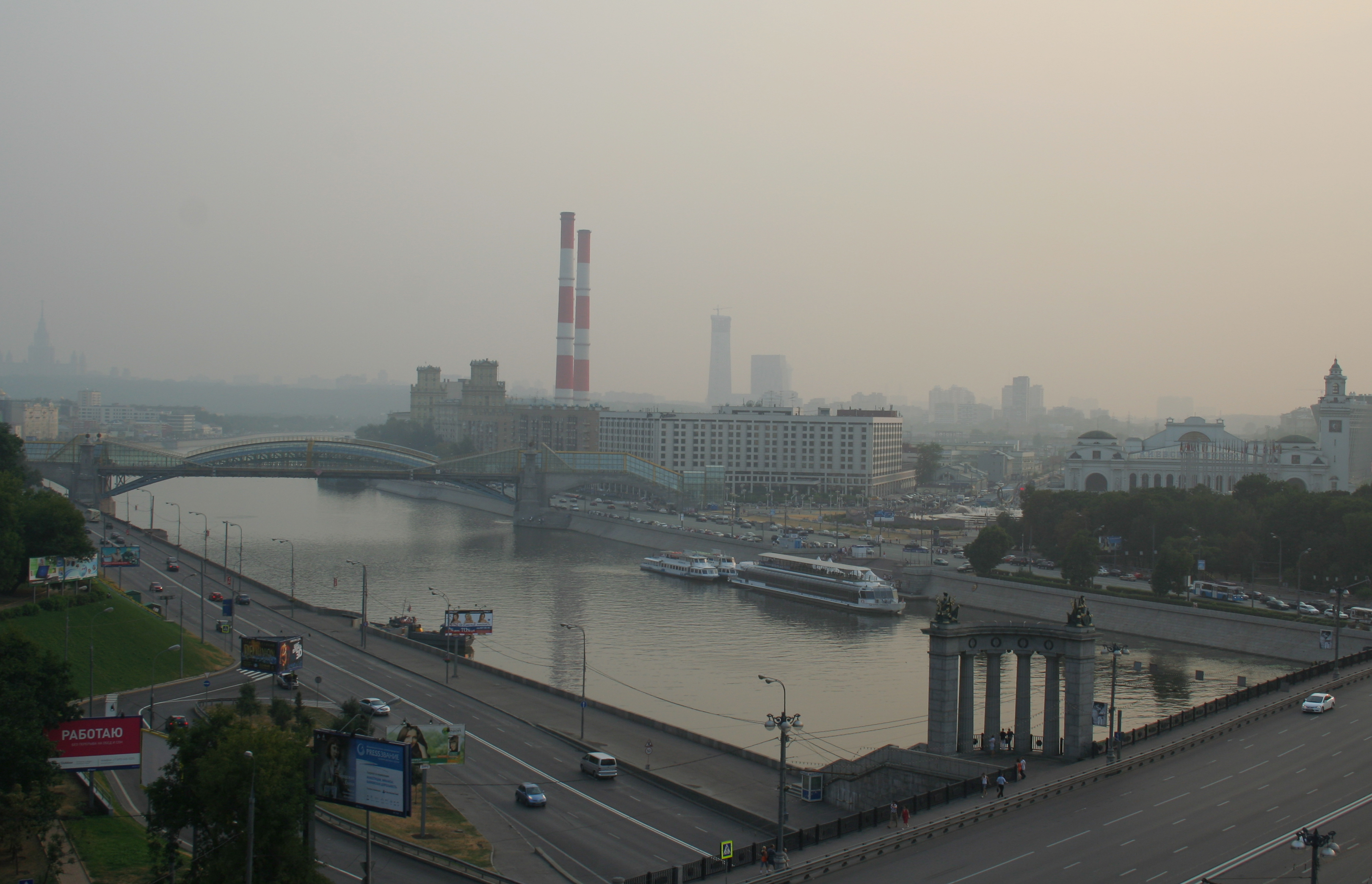
Смог над Москвою, 3 серпня 2010 року

Станом на 7 серпня 2010 зафіксована загибель 53 осіб, знищено понад 1200 будинків. Площа пожеж склала більше ніж 500 тисяч га. З небезпечних районів в Тольятті, Нижньогородської області проводилася евакуація жителів. За офіційними даними Міністерства регіонального розвитку РФ, на 6 серпня 2010 лісовими пожежами були повністю або частково знищені 127 населених пунктів.

### Задимлення міст
Москва впродовж тижня була заповнена їдким димом від палаючих торф'яників. У зв'язку з задимленням посольства Німеччини, Австрії, Польщі і Канади евакуювали частину персоналу з Москви. Кілька днів дим підмосковних пожеж закривав Санкт-Петербург. Сильного задимлення піддалися Нижній Новгород, Рязань, Саратов, Тамбов, Твер, Владимир, Чебоксари, Новочебоксарськ та міста східного Підмосков'я.

### Зростання числа захворювань і смертності в Москві
За даними голови Департаменту охорони здоров'я Москви Андрія Сельцовского на 9 серпня 2010, смертність в Москві досягла рівня приблизно 700 осіб на день, тоді як у звичайні дні вона становить 360—380 осіб на день. Виклики «швидкої допомоги» збільшилися до 10 тисяч на день (у звичайні дні — 7,5-8 тисяч). Загальне число госпіталізацій збільшилося на 10%, госпіталізацій дітей — на 17%. Основні приводи звернень — серцево-судинні патології, бронхіальна астма, гіпертонічна хвороба, проблеми з легенями. При цьому число інсультів зросла незначно, а число інфарктів скоротилася. У лікарнях заборонені планові хірургічні операції і будуть проводитися тільки екстрені. За відомостями першого заступника мера Володимира Ресіна, в лікарнях введено цілодобовий режим роботи без вихідних днів. Число звернень до лікарів збільшилася на 20%.